# Naverne
|  | Denne artikel er oprettet af botten Steenthbot ud fra en ekstern database. Den kan derfor have sproglige fejl eller mangler. Denne skabelon kan fjernes efter kontrol af indholdet. |

Naverne er en dansk dokumentarfilm fra 2001 instrueret af Dorte Servé.

## Handling
For første gang har et filmhold fået lov til filme navernes lukkede og hemmelige verden - en gammel tradition, som går tilbage til middelalderen og som stammer fra de tysktalende lande og Skandinavien. Dokumentarfilmen er en roadmovie som forfølger ..